# Ambite
Ambite ist eine kleine Gemeinde im östlichen Teil der autonomen Gemeinschaft Madrid am Rio Tajuña.
In der Gemeinde lebten 2024 insgesamt 697 Einwohner auf einer Fläche von 26 km². Dies entspricht 27 Einwohnern pro km². Amtssprache ist Kastilisch. Die Einwohner werden ambiteño/ambiteña genannt.

## Lage
Ambite liegt 62 Kilometer südwestlich von der spanischen Hauptstadt Madrid entfernt und an der Grenze zur Provinz Guadalajara. Im Norden grenzen die Gemeinden Olmeda de las Fuentes und Pezuela de las Torres, im Süden Orusco de Tajuña, im Westen Villar del Olmo und im Osten Manchega de Mondejar an.

## Klima
Durch seine Lage auf 682 Metern über dem Meeresspiegel und das kontinentale Klima sind die Sommer in Ambite heißer und trockener, die Winter jedoch deutlich kälter als etwa in den Städten an der Mittelmeerküste Spaniens.

## Geschichte
Die ersten Siedler von Ambite am Fluss Rio Tajuña stammen aus der Bronzezeit, zahlreiche archäologische Funde aus der Zeit der Keltiberer belegen die ersten Ansiedlungen. Die Keltiberer-Stämme kamen aus dem zentralen und nördlichen Spanien sowie aus Portugal.
Archäologische Grabungen brachten überwiegend metallische Gegenstände hervor, wie Pferdegeschirr und Waffen. Die gefundenen Schwerter sollen Vorbild für das römische Gladius gewesen sein.

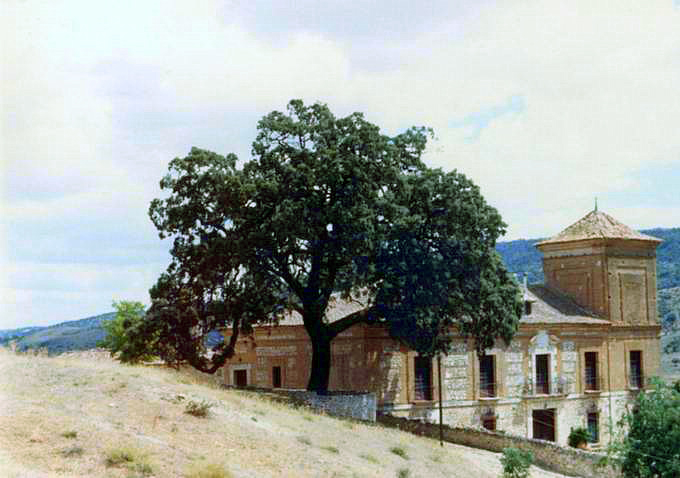
Palacio del Marqués de Legarda

In Ambite befindet sich der aus dem 17. Jahrhundert stammende Palacio del Marqués de Legarda. Der Palacio wurde von Alonso de Terante y Cárdenas erbaut, der während der Herrschaft von König Philipp III spanischer Botschafter im Königreich Neapel war.

## Verkehr
Verkehrsanbindung zu den wichtigsten Autobahnen und Landstraßen sind die A-3 und R-3 nach Madrid sowie die A-2 Valencia – Barcelona. Es bestehen Autobusverbindungen mit dem Argabus von der Plaza Conde Casal und dem Hotel Claridge mit Linien 326 – 322 Ambite – Driebes – Madrid.

## Sehenswürdigkeiten
- Iglesia Nuestra Señora de la Asunción, Barockkirche (1834)
- Palacio Marqueses Legarda
- Monumento a los Ojos, drei Bögen von Federico Díaz
- La Encina, eine der größten Steineichen Spaniens